# 根西 (愛荷華州)
根西（英語：Guernsey）是一個位於美國愛荷華州保厄希克縣的城市。

## 地理
根西的座標為41°39′00″N 92°20′40″W / 41.65000°N 92.34444°W，而該地的平均海拔高度為251米（即823英尺）。

## 人口
根據2010年美國人口普查的數據，根西的面積為0.47平方千米，當中陸地面積為0.47平方千米，而水域面積為0.00平方千米。當地共有人口63人，而人口密度為每平方千米134人。